# Жертва посвящения
Жертва посвящения — один из видов ветхозаветного жертвоприношения
Жертва посвящения упомянута наряду с другими жертвоприношениями в Лев. 7:37 («Вот закон о всесожжении, о приношении хлебном, о жертве за грех, о жертве повинности, о жертве посвящения и о жертве мирной»). Данное жертвоприношение касалось только священнослужителей (потомков рода Аарона), и приносилось один раз в момент помазания на священство: «вот приношение от Аарона и сынов его, которое принесут они Господу в день помазания его: десятая часть ефы пшеничной муки в жертву постоянную, половина сего для утра и половина для вечера» (Лев. 6:20).
Жертва посвящения является частью обряда посвящения в священники.
Обряд посвящения состоит из 4 частей:
- Первый акт — омовение водой (Лев. 8:6, кн. Исх 29.4)
- Второй акт — облечение во все священные одежды (Лев. 8:7)
- Третий акт — помазание священным елеем в священники Аарона и его сынов (Лев. 8:12)
- Четвёртый акт- жертвоприношение от посвящаемых (Лев. 8:14, Исх. 29:10-28). Данный акт включал в себя также помазание посвящаемого кровью принесенной жертвы (Лев. Лев. 8:23: «и заколол Моисей барана, взял кровь и помазал ею мочку правого уха Аарона, большой палец его правой руки и большой палец правой ноги»).

Таким образом, четвёртый акт включал в себя три жертвоприношения — принесение жертвы за грех (Лев. 8:14), принесение жертвы всесожжения (Лев. 8:18) и принесение специальной жертвы посвящения (Лев. 8:22).
Посвящение первосвященника и священников совершалось семь дней. Все эти дни они не должны были отходить от дверей скинии.
Жертва посвящения в священники отличается от обряда посвящения в левитов. Обряд посвящения левитов был значительно проще, и заключался в окроплении очистительной водой (Чис. 8:21-22).